# Associazione Calcio Monza 1925-1926
Questa voce raccoglie le informazioni riguardanti l'Associazione Calcio Monza nelle competizioni ufficiali della stagione 1925-1926.

## Stagione
Nella peggiore stagione del dopoguerra il Monza retrocede sul campo in Terza Divisione.
Solo successivamente, grazie al cambiamento completo dei campionati stabilito dalla Carta di Viareggio, al Monza è concesso di ridisputare la categoria.
Nelle file del Monza si è particolarmente distinto il giovane Pietro Lorenzini autore di dieci reti.

## Rosa
| N. |                   | Ruolo | Calciatore          |
| -- | ----------------- | ----- | ------------------- |
|    | Italia (bandiera) | C     | Antonio Andreoli    |
|    | Italia (bandiera) | A     | Giovanni Bianchi    |
|    | Italia (bandiera) | D     | Giacomo Bosco       |
|    | Italia (bandiera) | A     | Giuseppe Cattaneo   |
|    | Italia (bandiera) | A     | Cesare Cevenini     |
|    | Italia (bandiera) | D     | Enrico Colombo (II) |
|    | Italia (bandiera) | D     | Luigi Colombo (I)   |
|    | Italia (bandiera) | A     | Luigi Crippa        |
|    | Italia (bandiera) | A     | Annibale Ferrari    |
|    | Italia (bandiera) | A     | Angelo Ferraris     |
|    | Italia (bandiera) | C     | Enrico Forneris     |
|    | Italia (bandiera) | A     | Francesco Fossati   |
|    | Italia (bandiera) | A     | Luigi Galimberti    |
|    | Italia (bandiera) | A     | Pietro Lorenzini    |

| N. |                   | Ruolo | Calciatore          |
| -- | ----------------- | ----- | ------------------- |
|    | Italia (bandiera) | C     | Giuseppe Moriondo   |
|    | Italia (bandiera) | A     | Novara              |
|    | Italia (bandiera) | D     | Giovanni Perego     |
|    | Italia (bandiera) | D     | Piatti              |
|    | Italia (bandiera) | P     | Angelo Piffarerio   |
|    | Italia (bandiera) | A     | Luigi Pirovano      |
|    | Italia (bandiera) | A     | Carlo Radice        |
|    | Italia (bandiera) | C     | Francesco Ranzini   |
|    | Italia (bandiera) | C     | L. Sironi           |
|    | Italia (bandiera) | A     | Ambrogio Trabattoni |
|    | Italia (bandiera) | A     | Pietro Turati       |
|    | Italia (bandiera) | C     | Guido Valli         |
|    | Italia (bandiera) | P     | Cesare Viganò       |
|    | Italia (bandiera) | A     | Carlo Villa         |

## Risultati

### Seconda Divisione

#### Girone di andata
| Arbitro: | Milano (Vercelli) |

|                                   |           |                          |
| Cetti II 33’, 42’, 60’ Gulyás 81’ | Marcatori | 67’ Novara 85’ Lorenzini |

| Arbitro: | Pelli (Genova) |

|                                              |           |  |
| Crippa 5’ Novara 26’ Lorenzini 48’, 54’, 65’ | Marcatori |  |

| Vercelli 18 ottobre 1925 3ª giornata | Vercellesi Erranti | 0 – 0 | Monza | Campo piazza Conte di Torino\| Arbitro: \| Imperiali (Milano) \| |
| Arbitro:                             | Imperiali (Milano) |       |       |                                                                  |

| Arbitro: | Benetti (Chiavari) |

|  |           |                                      |
|  | Marcatori | 3’, 15’, 71’ Pasqualetto 46’ Ferrari |

| Arbitro: | Brugola (Lissone) |

|                           |           |               |
| Büker 27’, 57’ Chiadò 82’ | Marcatori | 73’ Lorenzini |

| Arbitro: | Garbarino (Genova) |

|                           |           |                                   |
| Lorenzini 9’ Cevenini 19’ | Marcatori | 1’ Schachinger 26’ Guglielminotti |

| Arbitro: | Lenti (Genova) |

|                                           |           |               |
| Gianelli 34’, 49’ Gencsy 75’ Gaviglio 78’ | Marcatori | 59’ Lorenzini |

| Arbitro: | Enrietti (Torino) |

|                               |           |  |
| Lorenzini 39’, 45’ Crippa 88’ | Marcatori |  |

| Arbitro: | Bonello (Venezia) |

|                                       |           |                                |
| Lorenzini 38’ Crippa 47’ Cevenini 80’ | Marcatori | 57’ (rig.) Maggi 84’ Hirschler |

| 20 dicembre 1925 10ª giornata |  | – Riposo |  |  |

| Arbitro: | Bo (Genova) |

|                                            |           |               |
| Marzorati 12’, 59’ Visca 18’ Reguzzoni 84’ | Marcatori | 65’ Lorenzini |

#### Girone di ritorno
| Arbitro: | Garbarino (Genova) |

|                     |           |                          |
| Cattaneo 51’ (rig.) | Marcatori | 27’ Cetti II 40’ Mantero |

| Arbitro: | Casetta (Milano) |

|              |           |  |
| Canevara 56’ | Marcatori |  |

| Arbitro: | Mattea (Torino) |

|                        |           |  |
| Pirovano 80’ Valli 90’ | Marcatori |  |

| Arbitro: | De Renzis (Genova) |

|                                               |           |  |
| Pasqualetto 23’ Maranesi 25’, 67’ Ponzini 69’ | Marcatori |  |

| Arbitro: | Cerri (Milano) |

|                              |           |  |
| Radice 29’, 87’ Cattaneo 58’ | Marcatori |  |

| Arbitro: | Lerni (Torino) |

|                             |           |               |
| Liebhardt 10’ Seccatore 39’ | Marcatori | 70’ Lorenzini |

| Arbitro: | Musso (Genova) |

|            |           |                                              |
| Radice 31’ | Marcatori | 1’, 85’ Gencsy 41’, 63’ Gianelli 46’ Ferrari |

| Arbitro: | Milano (Vercelli) |

|                                                                       |           |  |
| Cornolti II 36’ Hauser 48’ Cornolti III 56’ Lukács 75’ Maffezzoli 89’ | Marcatori |  |

| Arbitro: | Biagini (Alessandria) |

|                                            |           |              |
| Missaglia 5’, 23’ Fenini 50’ Hirschler 89’ | Marcatori | 66’ Cevenini |

| 27 giugno 1926 21ª giornata |  | – Riposo |  |  |

| Arbitro: | Actis (Vercelli) |

|            |           |                                              |
| Crippa 16’ | Marcatori | 14’, 25’ Azzimonti 43’ Marcora 56’ Crosta II |

## Statistiche

### Statistiche di squadra
| Competizione      | Punti | In casa | In casa | In casa | In casa | In casa | In casa | In trasferta | In trasferta | In trasferta | In trasferta | In trasferta | In trasferta | Totale | Totale | Totale | Totale | Totale | Totale | DR  |
| Competizione      | Punti | G       | V       | N       | P       | Gf      | Gs      | G            | V            | N            | P            | Gf           | Gs           | G      | V      | N      | P      | Gf     | Gs     | DR  |
| ----------------- | ----- | ------- | ------- | ------- | ------- | ------- | ------- | ------------ | ------------ | ------------ | ------------ | ------------ | ------------ | ------ | ------ | ------ | ------ | ------ | ------ | --- |
| Seconda Divisione | 12    | 10      | 5       | 1       | 4       | 21      | 19      | 10           | 0            | 1            | 9            | 7            | 31           | 20     | 5      | 2      | 13     | 28     | 50     | -22 |

### Statistiche dei giocatori
| Giocatore       | 2ª Divisione | 2ª Divisione |
| Giocatore       | Presenze     | Reti         |
| --------------- | ------------ | ------------ |
| A. Andreoli     | 20           | 0            |
| G. Bianchi      | 3            | 0            |
| G. Bosco        | 3            | 0            |
| G. Cattaneo     | 12           | 2            |
| C. Cevenini     | 18           | 3            |
| E. Colombo (I)  | 20           | 0            |
| L. Colombo (II) | 16           | 0            |
| L. Crippa       | 12           | 4            |
| A. Ferrari      | 2            | 0            |
| E. Forneris     | 4            | 0            |
| F. Fossati      | 2            | 0            |
| L. Galimberti   | 3            | 0            |
| P. Lorenzini    | 20           | 10           |
| G. Moriondo     | 1            | 0            |
| . Novara        | 4            | 4            |
| G. Perego       | 1            | 0            |
| Piatti          | 1            | 0            |
| A. Piffarerio   | 19           | -46          |
| L. Pirovano     | 2            | 1            |
| C. Radice       | 11           | 3            |
| F. Ranzini      | 16           | 0            |
| L. Sironi       | 8            | 0            |
| A. Trabattoni   | 2            | 0            |
| P. Turati       | 2            | 0            |
| G. Valli        | 13           | 1            |
| C. Viganò       | 1            | -4           |
| C. Villa (I)    | 4            | 0            |

## Arrivi e partenze
| Acquisti | Acquisti        | Acquisti  | Acquisti   |
| -------- | --------------- | --------- | ---------- |
| C        | Cesare Cevenini | giovanili |            |
| C        | Enrico Forneris | Milan     | definitivo |
| D        | Giovanni Perego | giovanili |            |

| Cessioni | Cessioni           | Cessioni         | Cessioni   |
| -------- | ------------------ | ---------------- | ---------- |
| A        | Angelo Cacciatori  | ???              | definitivo |
| C        | Marco Confalonieri | fine attività    | definitivo |
| C        | Mario Antonioli    | Marelli          | definitivo |
| C        | Francesco Ranzini  | Canottieri Lecco | definitivo |